# Talang Beringin (Seluma Utara)
Talang Beringin is een bestuurslaag in het regentschap Seluma van de provincie Bengkulu, Indonesië. Talang Beringin telt 1017 inwoners (volkstelling 2010).